# Ingrid Norlander
Ingrid Hedvig Margareta Norlander, född Appelbom 6 oktober 1907 i Stockholm, död 19 januari 1993, var en svensk advokat och rikslottachef.

## Biografi
Norlander var dotter till advokaten Nils  Appelbom (av den adliga ätten) och Hedvig, född Carlsson. Hon tog juris kandidatexamen i Stockholm 1932 och tjänstgjorde i Stockholms rådhusrätt och Nyköpings domsaga 1932-1933. Norlander var biträdande jurist hos advokaten Helge Richter i Stockholm 1933, delägare i Helge Richters advokatbyrå i Stockholm 1933-1938 och hade egen advokatbyrå i Stockholm från 1939. Hon blev ledamot av Sveriges advokatsamfund 1939.
Hon var revisor vid Sveriges advokatsamfund 1949-1978, styrelseledamot i dess Stockholmsavdelning 1953-1958, ledamot av Sveriges advokatsamfunds nämnd 1947-1955 och var dess fullmäktige två perioder. Norlander var grundare och medlem i Zonta II från 1954, var rikslottachef 1959-1966 och genomgick Försvarshögskolans chefskurs 1962. Hon var ledamot i hyresnämnden 1970-1977, styrelseledamot i Allmänna försvarsföreningen till 1977, kyrkofullmäktige till 1980, styrelseledamot i Riksföreningen mot cancer 1973-1983 och var stiftstingsombud till 1980.
Ingrid Norlander gifte sig 1932 med kommendörkapten Gunnar Norlander (1905-1969). Hon avled 1993 och gravsattes på Galärvarvskyrkogården i Stockholm.